# Pelagičke ribe
Pelagičke ribe, naziv za one ribe koje žive u pelagijalu (pelagičkoj zoni) i nisu vezane uz dno, odnosno nisu ovisne o dnu u pogledu traženja zaštite i prehrane bentosom. Sam pelagijal sastoji se od 6 zona: a. epipelagička zona od površine do 50 metara dubine, b. mezopelagička zona koja seže od 50 do 200 metara dubine, c. infrapelagička zona na dubini od 200 do 500 metara, d. batipelagička zona od 500 do 2500 metara, e. abisopelagička zona od 2500 do 6000 metara, i f. hadopelagička zona od 6000 do najvećih oceanskih dubina.